# コバマミド
コバマミド （Cobamamide(AdoCbl)）は、アデノシルコバラミン（adenosylcobalamin）やジベンコザイド（dibencozide）とも呼ばれており、 メチルコバラミン（methylcobalamin(MeCbl)）とともに活性型のビタミンB12の一つである。
アデノシルコバラミンは、メチルマロニルCoAムターゼ (MCM) の補因子として利用されている。